# Bibliopegia antropodermica

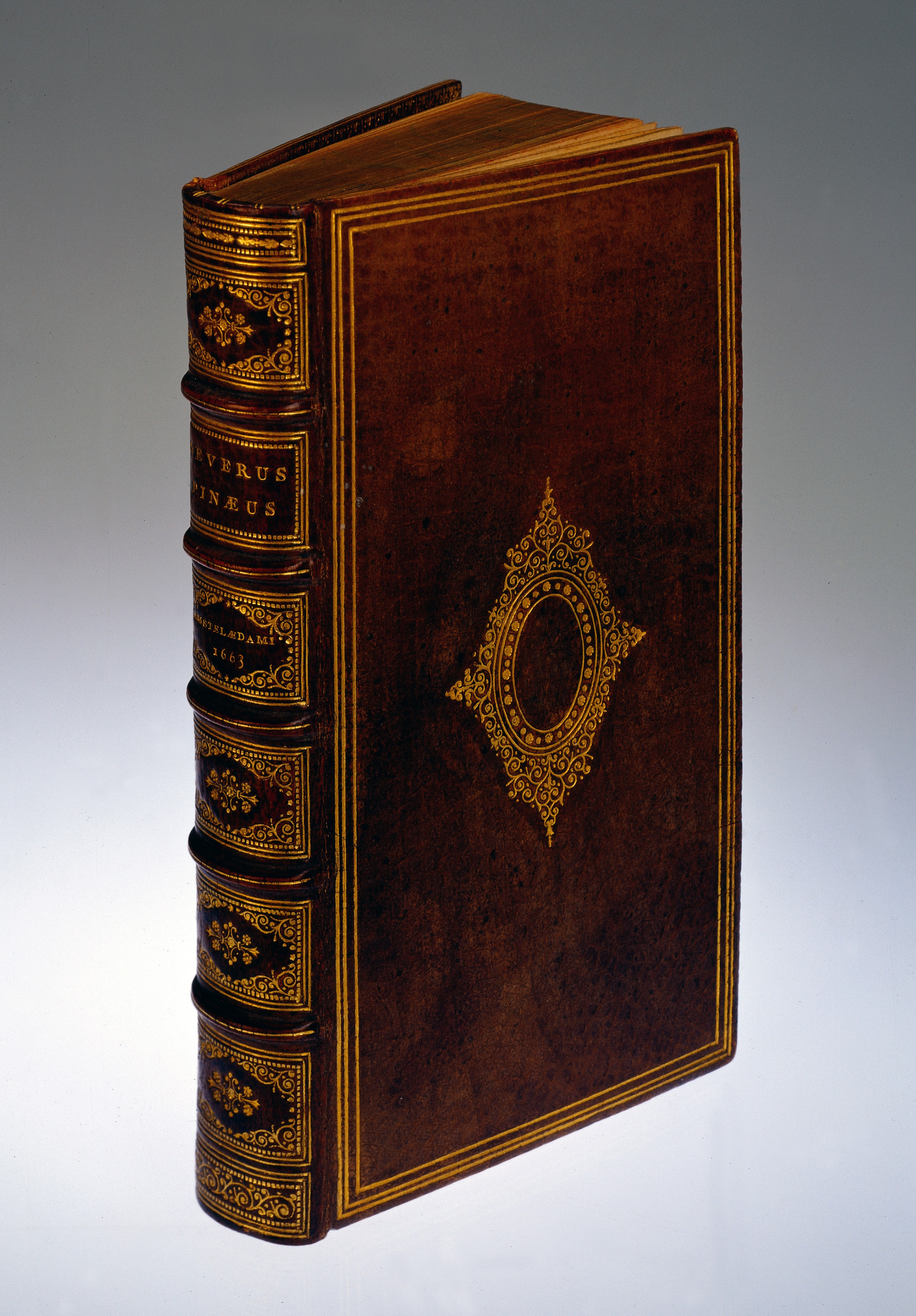
Un volume rilegato in pelle umana conservato in una biblioteca londinese

La bibliopegia antropodermica è una tecnica di rilegatura di un libro che prevede l'utilizzo di pelle umana. Tale tecnica, caduta in disuso, ha avuto la sua massima applicazione nel XVII secolo.
Tra i testi che venivano rilegati in pelle umana, vi erano le confessioni rilasciate in ambito penale da colpevoli di delitti o delle semplici persone che facevano tale richiesta per essere ricordate dai propri familiari.
Nel 2014 fu annunciato il ritrovamento di tre libri rilegati in pelle umana alla Houghton Library dell'Università Harvard. Di questi, uno era in realtà in pelle di pecora, e l'iscrizione che indicava la provenienza umana della pelle fu giudicata una bufala. Uno degli altri due, Des destinées de l'ame di Arsène Houssaye, fu analizzato ed emerse che al 99% si trattava davvero di pelle umana. Nel 2024, a seguito di diverse proteste, l'Università di Harvard ha deciso di rimuovere la rilegatura in pelle umana di quest'ultimo.